# Poliè de Làmpsac
Poliè de Làmpsac, en llatí Polyaenus, en grec antic  Πολύαινος, fill d'Atenòdor, fou un matemàtic grec, amic d'Epicur, que va adoptar el sistema filosòfic d'aquest. Tot i que havia tingut una gran reputació com a matemàtic, va mantenir, amb Epicur, la inutilitat de la geometria, segons diu Ciceró.
Un tractat titulat Δημητρίου πρὸς τὰς Πολυαίνου ἀπορίας, del que se n'ha descobert un fragment a Herculà i escrit contra un Poliè, era probablement una argumentació contra aquest personatge.